# Vaumarcus
Vaumarcus (antiguamente en alemán Famergü) es una comuna suiza del cantón de Neuchâtel, situada en el distrito de Boudry a orillas del lago de Neuchâtel. Limita al norte con las comunas de Fresens y Saint-Aubin-Sauges, al este con Estavayer-le-Lac (FR), al sureste con Châbles (FR), y al sur y oeste con Concise, y al noroeste con Mutrux.
La comuna fue creada en 1875 cuando se unieron los municipios de Vaumarcus y Vernéaz, adoptando el nombre de Vaumarcus-Vernéaz hasta 1966. 

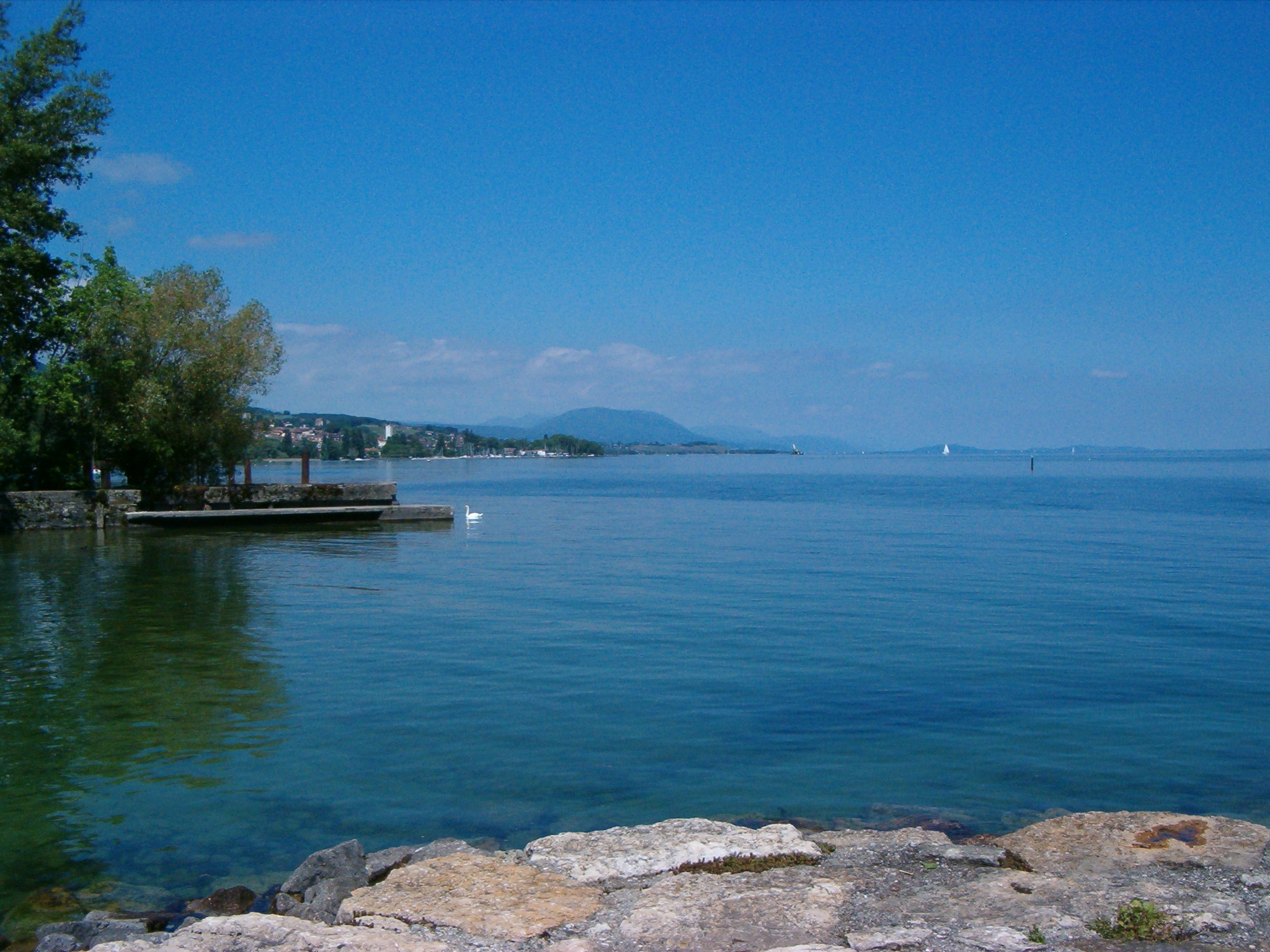
Vista del lago de Neuchâtel, Vaumarcus.

## Transportes
Ferrocarril
Cuenta con una estación ferroviaria en la que efectúan parada trenes regionales.